# Pyeongchang
PyeongChang é um condado sul-coreano que fica na província de Gangwon, no nordeste do país. Possui Área: 1 463,65 quilômetros quadrados de área, população de 43 666 habitantes em 2013, o que resulta na densidade populacional de 30 habitantes por quilômetros quadrados.

## Toponímia
Em 26 de janeiro de 2016, a prefeitura do condado anunciou que a grafia do nome da cidade foi alterada para evitar que atletas e turistas por engano viajassem a Pyongyang, capital da Coreia do Norte. O nome antes escrito com "c" minúsculo passaria a ser escrito com o "C" maiúsculo.

## Geografia
O condado se localiza nos Montes Taebaek com 84% de seu território composto de montanhas a uma altitude média de 750m.

## Jogos Olímpicos

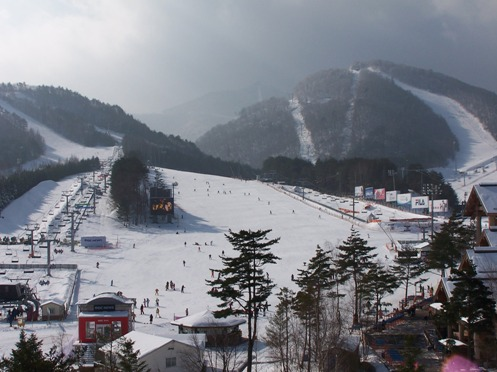
Estação de esqui Vale do Dragão, em PyeongChang

O condado de PyongChang concorreu para ser sede dos Jogos Olímpicos de Inverno de 2010, perdendo para Vancouver, no Canadá. Tentou sediar os Jogos Olímpicos de Inverno de 2014, perdendo novamente, desta vez para Sóchi, na Federação Russa. Mas, na terceira tentativa, o condado ganhou o direito de sediar os Jogos Olímpicos de Inverno de 2018.